# Alexandre Kostanda
Alexandre Kostanda est un céramiste né le 24 décembre 1921 en Pologne et mort le 19 novembre 2007 à Vallauris.

## Biographie
Apprenti chez Louis Giraud à Vallauris en 1936, il enseigne la céramique à Biot. Il s'établit à Cluny, en Saône-et-Loire en 1942.
À la fin de la guerre, il enseigne le tournage et la poterie au centre d'apprentissage des Faïenceries de Longchamps en Côte-d'Or. Il sera le professeur des quatre fondateurs des ateliers d’Accolay.
En 1949, il est de retour à Vallauris pour prendre la direction de l'atelier de Louis Giraud.

Alexandre Kostanda fonde son propre atelier en 1953. Il fait venir de Cluny de l'argile à grès, qui supporte des températures de cuisson plus élevées, et la mélange avec la terre de Vallauris. 

Il fait partie des céramistes qui organisent en 1968 la Biennale internationale de céramique de Vallauris.
Sa production, sensuelle et plastique à ses débuts, évolue vers une céramique plus épurée, aux motifs floraux ou abstraits. Les décors sont souvent peints par sa mère Irène, ancienne décoratrice « au Ripolin » chez Giraud.
À Vallauris, malgré les couleurs chatoyantes des céramiques locales, Alexandre Kostanda garde une prédilection pour les coloris sourds, proches des teintes naturelles de l'argile.
Sa céramique, d'apparence rustique, surprend par la finesse de sa facture et l'équilibre de ses proportions, révélant l'exceptionnelle maîtrise technique de Kostanda.

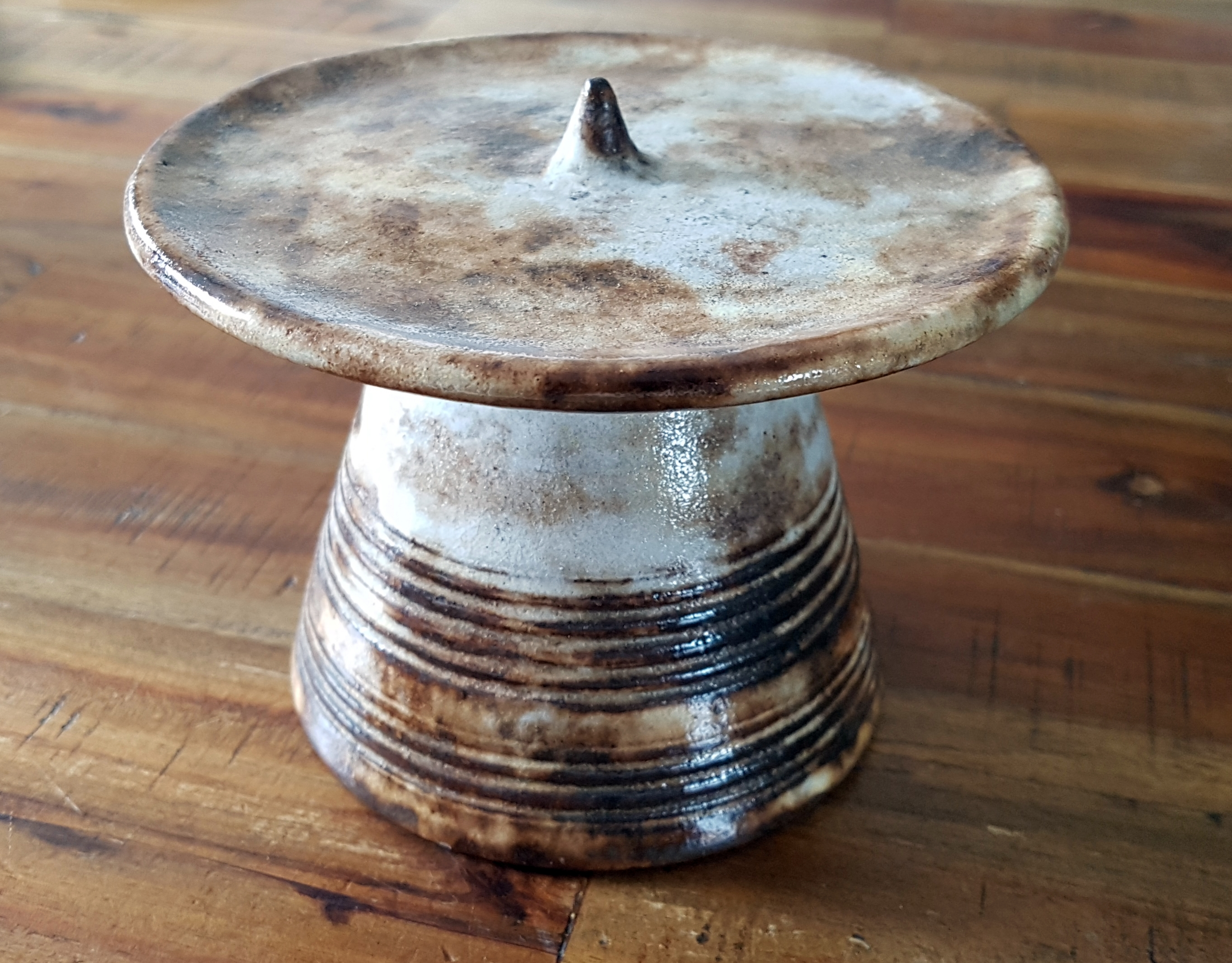
Création originale de Alexandre Kostanda, potier à Vallauris

S'adressant à un public éclectique, les céramiques de Kostanda recouvrent des styles correspondant à des goûts différents : depuis les déjeuners rustique-campagnards, sans décoration, aux vases, assiettes et plats décorés de motifs floraux, de personnages stylisés ou de compositions inspirées du Cubisme. Certain pichets, en 'forme libre', défient tout usage utilitaire, et se redéfinissent comme sculptures et méditations sur une fonctionnalité dépassée.